# Állatolimpia (televíziós sorozat, 1992)
Az Állatolimpia (eredeti cím: Zoo Olympics) 1992-ben futott francia televíziós rajzfilmsorozat, amely Picha ötlete alapján készült.

## Szereplők
| Szereplő        | Eredeti hang | Magyar hang  |
| --------------- | ------------ | ------------ |
| Kígyó Károly    | Roger Carel  | Rudolf Péter |
| TV-bemondó tyúk | Roger Carel  | Rudolf Péter |